# Executive Order

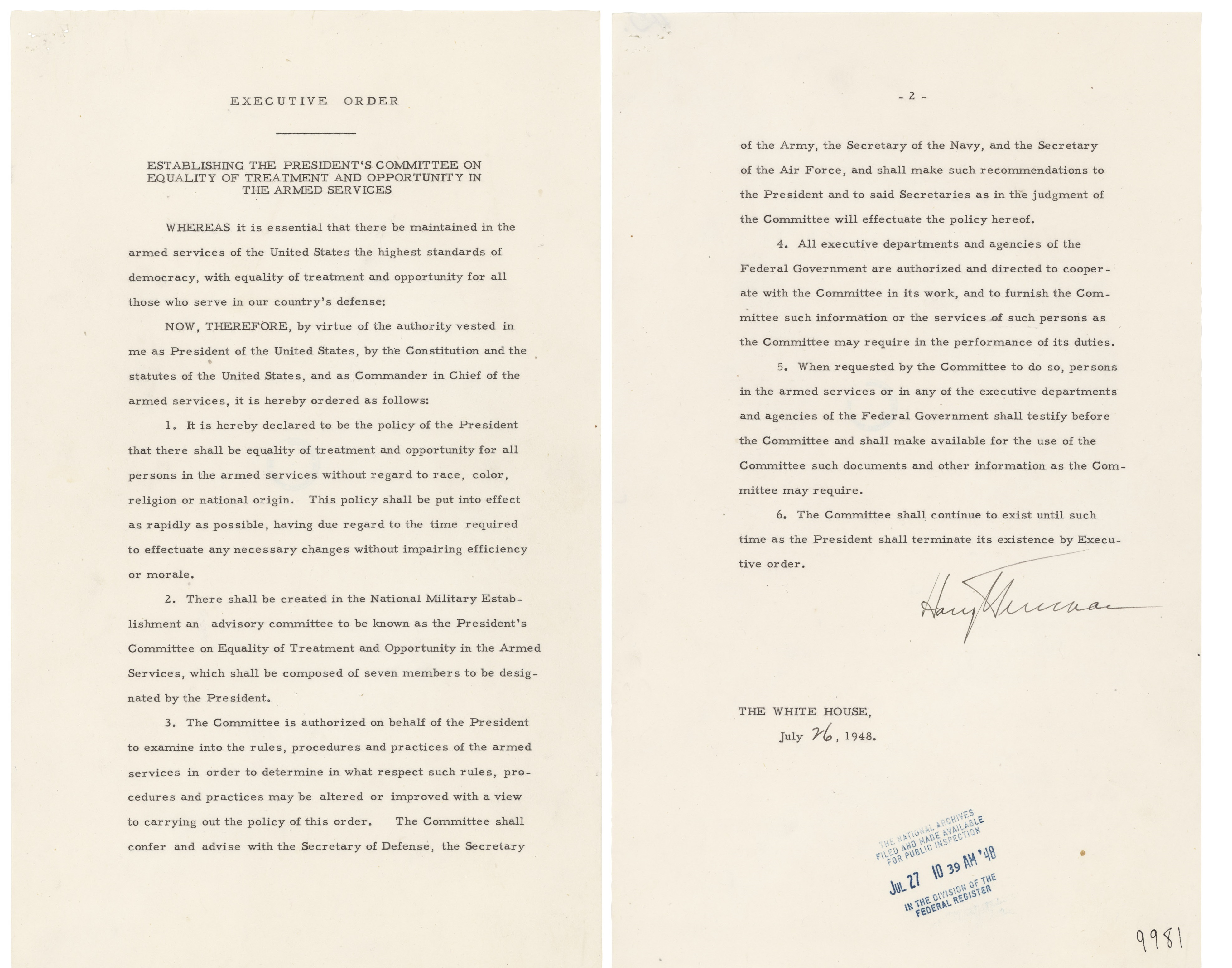
Die von Präsident Truman im Juli 1948 erlassene Executive Order Nr. 9981 setzte der Rassentrennung in den US-Streitkräften ein Ende

Eine Executive Order (deutsch Durchführungsverordnung) ist ein Dekret durch den Präsidenten der Vereinigten Staaten oder einen Gouverneur eines US-Bundesstaates. Die Executive Orders bleiben so lange in Kraft, solange sie nicht durch einen amtierenden Präsidenten (bzw. Gouverneur) abgeändert oder zurückgenommen oder von Gerichten für ungültig erklärt werden; auch gegen die Rücknahme sind Rechtsmittel möglich und waren in Einzelfällen erfolgreich.
Präsidenten haben Executive Orders seit 1789 erlassen. Weder die Verfassung noch Bundesgesetze enthalten Bestimmungen zu Executive Orders. Sie sind daher ein Element der formlosen Rechtspraxis. Je nach ihrem Regelungsgehalt und Adressaten entsprechen sie den im deutschsprachigen Rechtsraum bekannten allgemeinverbindlichen Rechtsverordnungen bzw. verwaltungsinternen Verwaltungserlassen, -vorschriften oder -richtlinien, die im Gegensatz zu den Executive Orders aber im Rahmen des parlamentarischen Regierungssystems einer expliziten formalgesetzlichen oder verfassungsrechtlichen Ermächtigung bedürfen.
In der Regel werden Executive Orders vom Präsidenten für andere Verwaltungsbeamte erlassen. Da der Präsident endgültige Autorität innerhalb der Exekutive hat, sind Executive Orders für alle Beamten innerhalb dieses Regierungszweigs bindend. Einige Executive Orders wurden auch als Folge von bestimmten Bundesgesetzen erlassen, die dem Präsidenten Ermessensspielraum verleihen.
Andere Executive Orders enthalten Weisungen und Erlasse des Präsidenten zu (Innerer) Sicherheit und Verteidigung.
Den Executive Orders sehr ähnlich sind die Presidential Proclamations.

## Liste
| Präsident              | Anzahl | pro Jahr | Amts- jahre | ab Nr. |
| ---------------------- | ------ | -------- | ----------- | ------ |
| George Washington      | 8      | 1,0      | 7,85        | –      |
| John Adams             | 1      | 0,3      | 4,00        | –      |
| Thomas Jefferson       | 4      | 0,5      | 8,00        | –      |
| James Madison          | 1      | 0,1      | 8,00        | –      |
| James Monroe           | 1      | 0,1      | 8,00        | –      |
| John Quincy Adams      | 3      | 0,8      | 4,00        | –      |
| Andrew Jackson         | 12     | 1,5      | 8,00        | –      |
| Martin van Buren       | 10     | 2,5      | 4,00        | –      |
| William Henry Harrison | 0      | 0,0      | 0,08        | –      |
| John Tyler             | 17     | 4,3      | 3,92        | –      |
| James K. Polk          | 18     | 4,5      | 4,00        | –      |
| Zachary Taylor         | 5      | 3,7      | 1,35        | –      |
| Millard Fillmore       | 12     | 4,5      | 2,65        | –      |
| Franklin Pierce        | 35     | 8,8      | 4,00        | –      |
| James Buchanan         | 16     | 4,0      | 4,00        | –      |
| Abraham Lincoln        | 48     | 11,7     | 4,12        | 1      |
| Andrew Johnson         | 79     | 20,3     | 3,89        | 3      |
| Ulysses S. Grant       | 217    | 27,1     | 8,00        | 8      |
| Rutherford B. Hayes    | 92     | 23,0     | 4,00        | –      |
| James Garfield         | 6      | 10,9     | 0,55        | –      |
| Chester Arthur         | 96     | 27,7     | 3,46        | 21     |
| Grover Cleveland – I   | 113    | 28,3     | 4,00        | 23-1   |
| Benjamin Harrison      | 143    | 35,8     | 4,00        | 28     |
| Grover Cleveland – II  | 140    | 35,0     | 4,00        | 30     |
| William McKinley       | 185    | 40,8     | 4,53        | 97     |
| Theodore Roosevelt     | 1081   | 144,7    | 7,47        | 141    |
| William Howard Taft    | 724    | 181,0    | 4,00        | 1051   |
| Woodrow Wilson         | 1803   | 225,4    | 8,00        | 1744   |
| Warren G. Harding      | 522    | 216,6    | 2,41        | 3416   |
| Calvin Coolidge        | 1203   | 215,2    | 5,59        | 3885-A |
| Herbert Hoover         | 968    | 242,0    | 4,00        | 5075   |
| Franklin D. Roosevelt  | 3721   | 307,0    | 12,12       | 6071   |
| Harry S. Truman        | 907    | 116,6    | 7,78        | 9538   |
| Dwight D. Eisenhower   | 484    | 60,5     | 8,00        | 10432  |
| John F. Kennedy        | 214    | 75,4     | 2,84        | 10914  |
| Lyndon B. Johnson      | 325    | 62,9     | 5,17        | 11128  |
| Richard Nixon          | 346    | 62,3     | 5,55        | 11452  |
| Gerald R. Ford         | 169    | 69,0     | 2,45        | 11798  |
| Jimmy Carter           | 320    | 80,0     | 4,00        | 11967  |
| Ronald Reagan          | 381    | 47,6     | 8,00        | 12287  |
| George H. W. Bush      | 166    | 41,5     | 4,00        | 12668  |
| Bill Clinton           | 364    | 45,5     | 8,00        | 12834  |
| George W. Bush         | 291    | 36,4     | 8,00        | 13198  |
| Barack Obama           | 276    | 34,5     | 8,00        | 13489  |
| Donald Trump – I       | 220    | 55,0     | 4,00        | 13765  |
| Joe Biden              | 162    | 40,5     | 4,00        | 13985  |
| Donald Trump – II      | 162    |          |             | 14147  |
| Stand: 12. Juni 2025   |        |          |             |        |

## Geschichte
Bis zum Anfang des 20. Jahrhunderts waren Executive Orders meist inoffiziell, undokumentiert und nur für die interne Arbeit einiger Bundesbehörden relevant. Im frühen 20. Jahrhundert hat das Außenministerium eine Systematik zur Nummerung aller Executive Orders errichtet, die auch rückwirkend bis zu Abraham Lincoln gilt. Heute werden nur noch nationale Sicherheitsdirektiven geheim gehalten.
Bis 1952 gab es keine Richtlinien dafür, was der Präsident mittels einer Executive Order bestimmen konnte. Im Fall Youngstown Sheet and Tube Co. v. Sawyer hat der Oberste Gerichtshof entschieden, dass Harry S. Trumans Executive Order Nr. 10340, die alle Stahlwerke unter Bundeskontrolle stellen sollte, ungültig war. Das Gericht hielt vor, dass Executive Orders kein neues Recht schaffen können, sondern nur zur Erläuterung bereits bestehender Gesetze oder Verfassungsbestimmungen erlaubt sind. Präsidenten haben seitdem in ihren Executive Orders genau beschrieben, unter welchen Gesetzen sie erlassen wurden.
Von Executive orders deutlich zu unterscheiden sind executive agreements, die der US-Präsident (allein oder mit Zustimmung des Repräsentantenhauses, je nach Sachlage, die gern umstritten ist) erlässt und welche allein internationale Verträge betreffen.

## Executive Orders (Auswahl)
- 1941, Franklin Roosevelt, 8802: Fair Employment Act
- 1942, Franklin D. Roosevelt, 9066: Internierung japanischstämmiger Amerikaner in War Relocation Centers genannten Lagern.
- 1948, Harry Truman, 9981: Ende der Rassentrennung in den US-Streitkräften
- 1981, Ronald Reagan, 12333: Ausweitung der Befugnisse und Verantwortlichkeiten der „Intelligence Community“ (Nationalen Geheimdienste)
- 2001, George W. Bush, 13224: „Blocking Property and Prohibiting Transactions With Persons Who Commit, Threaten to Commit, or Support Terrorism“ („Sperrung von Eigentum und Verbot von Transaktionen mit Personen, die Terrorismus begehen, zu begehen drohen oder ihn unterstützen“)
- 2008, George W. Bush, 13470: Erweiterung der Befugnisse des „Director of National Intelligence“ (Direktor der nationalen Nachrichtendienste)
- 2017, Donald Trump, 13769: „Protecting the Nation from Foreign Terrorist Entry into the United States“ („Schutz der Nation vor der Einreise ausländischer Terroristen in die Vereinigten Staaten“)

## Kritik
Kritiker haben Präsidenten beschuldigt, Executive Orders zu missbrauchen, sie zur Gesetzgebung ohne Zustimmung des Kongresses zu benutzen oder sie zur Neuinterpretation bestehender Gesetze außerhalb ihres ursprünglichen Rahmens anzuwenden. Eine Reihe größerer Rechtsveränderungen wurden durch Executive Orders geschaffen, so die Rassenintegration im amerikanischen Militär durch Truman. Die Kritik zielt dabei nicht auf die Ergebnisse der entsprechenden Erlasse, sondern auf die Art und Weise, wie sie zustande kamen.
Ein besondere Aufmerksamkeit erregendes Beispiel war die Executive Order Nr. 9066, in der Franklin D. Roosevelt  das Militär anwies, bestimmte Zivilgruppen aus Militärzonen zu entfernen; hier waren speziell Amerikaner deutscher oder japanischer Abstammung gemeint. Der Erlass gab außerdem dem General John DeWitt die Befugnis zur Internierung japanischstämmiger Amerikaner an der Westküste für die Dauer des Zweiten Weltkriegs. Auch 11.000 deutschstämmige Amerikaner wurden in temporäre Lager umgesiedelt.
Präsidenten haben Executive Orders auch zum Zweck der militärischen Intervention benutzt: So befahl 1999 Bill Clinton den Einsatz amerikanischer Soldaten im Kosovo mittels Executive Order. Allerdings basierten die Executive Orders in all diesen Fällen auf unterstützenden Beschlüssen des Kongresses. Das Ausmaß, mit dem der Präsident aufgrund seiner eigenen Befugnisse das Militär ohne die Zustimmung durch den Kongress einsetzen darf, bleibt weiterhin eine ungelöste Frage der amerikanischen Verfassungswirklichkeit.
Die wohl bekannteste, aber ebenfalls umstrittene, Präsidialanweisung ist die Executive Order Nr. 13224; sie reguliert seit den Terroranschlägen vom 11. September 2001 die weltweite Vorgehensweise der Vereinigten Staaten gegen Terrororganisationen und deren Aktivisten.

## Gerichtsfälle
Die ersten Fälle, in denen Executive Orders gerichtlich beanstandet wurden, stammen aus dem Jahr 1935. Später folgten der obengenannte Erlass Trumans und eine Executive Order Clintons von 1996, die versuchte, alle Firmen von Regierungsaufträgen auszuschließen, die Streikbrecher einstellten.
Neben den Gerichten kann auch der Kongress Executive Orders außer Kraft setzen, indem er neue Gesetze verabschiedet oder keine finanziellen Mittel bereitstellt, um den Erlass auszuführen. Der Präsident kann solche Gesetze durch sein Veto ablehnen, welches aber durch den Kongress mittels Zweidrittelmehrheit endgültig überstimmt werden kann.
Die Executive Order 13769 „Protecting the Nation from Foreign Terrorist Entry into the United States“ des Präsidenten Trump vom 27. Januar 2017 über den Einlass von Menschen in die USA, die aus bestimmten Ländern mit überwiegend muslimischer Bevölkerung stammen, wurde in den Tagen nach ihrem Erlass von mehreren Bundesbezirksgerichten abgeschwächt und blieb auch in zweiter Instanz in San Francisco zunächst ausgesetzt. Sie wurde abgelöst durch Executive Order 13780.

## Executive Orders in den Bundesstaaten
Als Oberhaupt der Exekutive eines Bundesstaates erlassen auch Gouverneure der Einzelstaaten Executive Orders. 